# Hans Keuper
Hans Keuper (Dinxperlo, 10 september 1944) is een Nederlandse schrijver die schrijft in het Nedersaksisch. Hij is vooral bekend geworden als zanger en tekstdichter van de band Boh Foi Toch.
Keuper studeerde biologie in Utrecht en was een aantal jaren leraar in Kameroen. Daarna was hij als leraar biologie werkzaam op het Ulenhofcollege in Doetinchem. Keuper is vooral bekend geworden door zijn optreden met de band Boh Foi Toch, waarvoor hij ook teksten schreef in dialect. Hij speelt en zingt met in zijn handen een trekharmonica. Van de band verschenen verschillende cd's. Hans was tevens jaren redacteur van blad De Moespot van Dialectkring Achterhoek en Liemers. Hij werkte mee aan verschillende bundels, zoals Schriewied (1969) en Regiotaal (1976). Bekende en minder bekende voordrachten uit Oost-Nederland bundelde hij in Volksrijmen (1988).
In oktober 2021 werd Hans Keuper winnaar van de Willem Sluiter Prijs 2021. Met de prijs wint Keuper 5000 euro en een penning. De prijs, die dit jaar voor het eerst werd uitgereikt, is bedoeld voor personen, verenigingen, stichtingen, organisaties of bedrijven die de Achterhoek op een positieve manier voor het voetlicht hebben gebracht. De Willem Sluiter Prijs wordt eens in de vijf jaar uitgereikt.
In 2021 verscheen ook een boek Wa'k zo dachte van Keuper. Met Achterhoekse ogen bekijkt en beschrijft hij de wereld en het leven aan weerszijden van de IJssel. 

## Discografie

### Albums
| Album met eventuele hitnotering(en) in de Nederlandse Album Top 100 | Datum van verschijnen | Datum van binnenkomst | Hoogste positie | Aantal weken | Opmerkingen                       |
| ------------------------------------------------------------------- | --------------------- | --------------------- | --------------- | ------------ | --------------------------------- |
| Ik wol een leedjen zingen                                           | 1993                  | -                     |                 |              |                                   |
| Merakels                                                            | 1996                  | -                     |                 |              | met Frans Tromp als Frans en Hans |
| An de Straote                                                       | 1996                  | -                     |                 |              |                                   |
| Een leedjen bloos veur ow                                           | 2005                  | -                     |                 |              |                                   |
| Een leedjen wat veur zich eiges sprök                               | 22-04-2022            | -                     |                 |              |                                   |